# غواصة يو-30 (ألمانيا)
يو-30 هي غواصة تابعة للإمبراطورية الألمانية عملت مع 329 غواصة في البحرية الإمبراطورية الألمانية أثناء الحرب العالمية الأولى. شاركت في الحرب البحرية في الحرب العالمية الأولى خلال معركة الأطلسي الأولى.